# バーナード・デ・マンデヴィル
バーナード・デ・マンデヴィル（Bernard de Mandeville、1670年11月20日（洗礼日） - 1733年1月21日）は、オランダ生まれのイギリスの精神科医で思想家（風刺、散文）である。主著『蜂の寓話――私悪すなわち公益』（原題 The Fables of the Bees: or, Private Vices, Public Benefits ）は、多くの思想家に影響を与え、思想史、経済史などで重要な位置を占める。マンデヴィルは、イギリス文学史でも18世紀の代表的な散文家のなかに名前をつらねている。

## 略歴
重商主義経済で当時繁栄していたロッテルダムの名門の家に生まれた。父方では政治家、学者、医者、母方のヴェルハール家では海軍士官が輩出した家系であった。1685年に同市のエラスムス学校を卒業。ついでライデン大学で医学を修め、1691年には医学博士の学位を得て、神経系統の医者として開業した。当時のオランダは思想的にも人文主義・自由主義のかおり高く、大学時代にマンデヴィルは哲学をも研究していた。エラスムスはもとより、ベール、ラ・ロシュフコー、ガッサンディ、ホッブズ、ロック、スピノザ、モンテーニュなどの影響をうけた。まもなく英語を学ぶためにロンドンへ行き、そこで開業しながら永住することになった。医者としての評判はよく、1699年にルース・エリサベス・ローレンスというイギリス人女性と結婚し、1733年1月21日に病死した。

## 思想

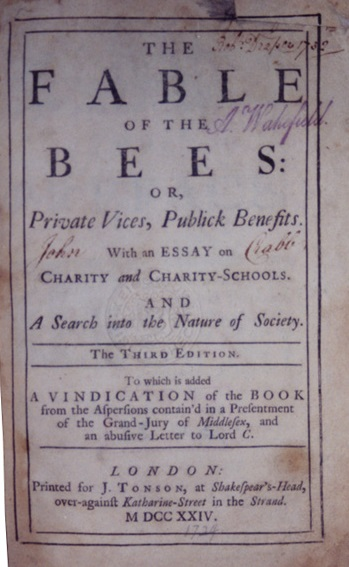
主著『蜂の寓話』（第3版）

1705年、マンデヴィルは匿名で公表した風刺詩「ブンブンうなる蜂の巣」によって思想界に登場し、主著『蜂の寓話』などで独創的な人間・社会認識を展開した。人間観においては、ホッブズや17世紀のモラリストの影響のもとに、人間の本性を理性よりも情念に見出し、人間の行為における自愛心の作用を強調することで、伝統的な道徳観念の虚偽性を暴露している。またこうした人間観を基礎に、社会関係の本質を各個人の利益追求を動機とする相互的協力に見出している。
マンデヴィルは経済問題に関しても独自の考察を展開し、富の源泉を土地と人間労働に求めて、素朴ながら分業労働による生産性の向上に着目した。さらに雇用を創出し、経済発展を刺激するものとしての富める者の奢侈的消費の意義を強調している。『蜂の寓話』の副題である「私悪すなわち公益」という有名な表現は、一般に悪徳とされる個人の利己的な欲求充足や利益追求が結果的に社会全体の利益につながるとする逆説的な主張であり、スミスの「見えざる手」の論理につながる経済観を表明したものである。
マンデヴィルのこうした思想は、物議を醸し、宗教家を中心とする同時代の知識人（バークリーなど）たちの非難の対象となった。ミドルセックス州大陪審が『蜂の寓話』を告発し、ロンドンの新聞に誹謗記事が記載されるなど、その思想の社会に与えた衝撃は大きかった。しかし、こうした経緯にもかかわらず、彼の思想はヒューム、スミスなどといった18世紀を代表する思想家たちに継承され、ケインズ、ハイエクなどといった20世紀の経済学者たちにも高く評価された。

## 著作
- 1703年 Some Fables after the Easie and Familiar Method of Monsieur de la Fontaine
- 1704年 Aesop Dress'd or a Collection of Fables Writ in Familiar Verse
- 1704年  Typhon: or the Wars between the Gods and Giants: a Burlesque Poem in Imitation of the Comical Mons. Scarron
- 1705年 The Grumbling Hive: or Knaves Turn'd Honest
- 1709年 The Virgin Unmask'd: or, Female Dialogues betwixt an Elderly Maiden Lady and her Niece
- 1711年 A Treatise of the Hypochondriack and Hysterick Passions
- 1712年 Wishes to a Godson, with Other Miscellany Poems
- 1714年 The Mischiefs that Ought to be Justly Apprehended from a Whig-Government
- 1714年  The Fables of the Bees: or, Private Vices, Public Benefits
（1723年に An Essay on Charity and Charity-Schools と Search into the Nature of Society が追加された）
- 1720年 Free Thoughts on Religion, the Church, and National Happiness
- 1724年 A Vindication of the Book
- 1724年  A Modest Defense of Publick Stews
- 1725年 An Enquiry into the Causes of the Frequent Executions at Tyburn
- 1729年 The Fable of the Bees, Part II
- 1732年 An Enquiry into the Origin of Honour, and the Usefulness of Christianity in War
- 1732年  A Letter to Dion, Occasion'd by his Book Call'd Alciphron

日本語訳
- 上田辰之助『蜂の寓話――自由主義経済の根底にあるもの』 新紀元社, 1950年
（付録で、「序文」と「ブンブン不平を鳴らす蜂の巣」を所収）
- 田中敏弘『マンデヴィルの社会・経済思想』 有斐閣, 1966年
（付録で、「美徳の起源に関する一研究」を所収）
- 『マンデヴィル・スミス 教育論』浜田陽太郎訳、明治図書, 1966年
（「慈善および慈善学校について」、および原文 An Essay on Charity and Charity-Schools を所収）
- 『蜂の寓話――私悪すなわち公益』泉谷治訳、法政大学出版局, 1985年、新装版2015年
- 『続・蜂の寓話――私悪すなわち公益』泉谷治訳、法政大学出版局, 1993年、新装版2015年
- 『新訳 蜂の寓話――私悪は公益なり』鈴木信雄訳、日本経済評論社, 2019年
- 『名誉の起源　他三篇』[5]壽里竜訳、法政大学出版局, 2022年